# Oliver Wendell Holmes (giurista)
Oliver Wendell Holmes Jr. (Boston, 8 marzo 1841 – Washington, 6 marzo 1935) è stato un giurista statunitense.

## Biografia
Figlio del poeta Oliver Wendell Holmes, insegnò per lungo tempo diritto ad Harvard e fu uno dei più longevi giudici della Corte suprema degli Stati Uniti d'America, dal 1902 al 1935.
Fu commentatore di James Kent e autore di The common law (1881) e Collected legal papers (1920). 

## Pensiero giuridico
Una delle sue opere più conosciute è The Dissenting Opinions of Justice Oliver Wendell Holmes ("Opinioni dissenzienti del giudice Oliver Wendell Holmes"): pubblicata nel 1924 a cura di Alfred Lief, è una raccolta dei suoi pareri, su vari casi sottoposti alla Corte suprema, che non furono condivisi dagli altri giudici. Nell'ordinamento giuridico statunitense di common law, dopo vari processi di overruling, ovvero di cambiamento di ratio legis, molte di queste sue opinioni cosiddette dissenzienti divennero in seguito unanimemente condivise. 
Fu il primo ad elaborare la teoria secondo cui il diritto non è banalmente un insieme di norme, ma un corpus che si forma nel tempo dalla giurisprudenza, cioè dalle sentenze e dalle decisioni adottate dai giudici nei tribunali ordinari.
Nel giugno 2012 il presidente della Corte suprema John G. Roberts, nella sua opinione che dichiarava la costituzionalità dell'Obamacare, applicò il principio trovato da Holmes, secondo cui, quando una legge è suscettibile di due interpretazioni, delle quali una è compatibile con la Costituzione e l'altra no, il giudice deve adottare l'interpretazione che permette di preservare la legge. Roberts scrisse ugualmente: «Non è il nostro compito quello di premunire il popolo contro le conseguenze delle sue scelte politiche», parafrasando così una massima tratta dalla corrispondenza di Holmes: «se i miei concittadini volessero andare all'Inferno, io li aiuterei: è il mio lavoro».
Gli storici deducono che abbia letto il discorso di Wertz mentre preparava la sua opinione nel caso Debs v. United States e abbia adottato l'analogia nel caso Schenck.